# トヨタ・ヤリスWRC
ヤリスWRC (Yaris WRC ) は、トヨタ自動車が開発した競技専用車（ワールドラリーカー）。2017年から2021年まで世界ラリー選手権 (WRC) に参戦していた。

## 参戦までの歩み

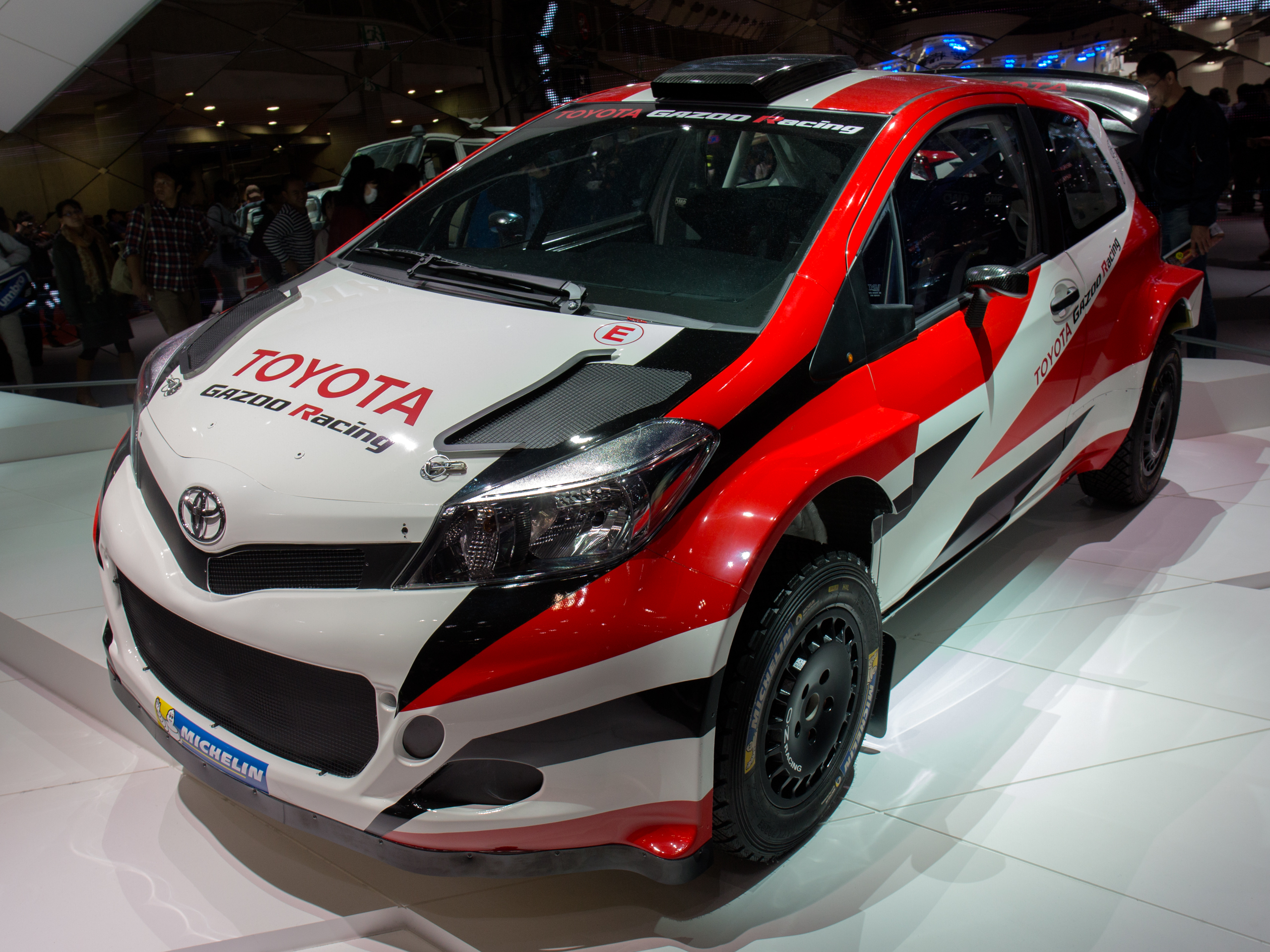
ヤリスWRCテストカー（東京モーターショー2015）

トヨタのWRC復帰は早い段階で噂されており、F1から撤退した翌年の2010年7月にはメディアでその可能性が報道されていた。同年5月頃からWRCやIRCをTMG（旧TTE、現TGR-E）の重役たちが視察に訪れていたことや、トヨタが世界選手権復帰を検討しているという情報から生まれたと思われるただの噂であったが、自身もラリードライバーの経験を持つ当時のTMG社長の木下美明は視察で現地の関係者やファンから好感触を得たことを認めており、「現時点でのワークス参戦は無い」と否定しつつも「カスタマー向けラリーカーの販売をする可能性はある」としていた。
そして2011年末、TOYOTA GAZOO Racing FestivalにおいてTRDが製作した、1.5Lエンジンの3代目ヴィッツ（ヤリスの日本名）のグループR1B（現グループRally5）車両がお披露目されて以降、トヨタのWRC復帰説は真実味を持って報じられるようになってきた。2012年にはTMGが「エントリーレベルでラリーに復帰する」と正式に宣言し、1.3LエンジンのヤリスのグループR1A車両を発売している。
2012年の春には、WRCのエンジン規格であるGRE（グローバル・レース・エンジン）を2011年春から設計を始めてテストまで行い、当時のWRカー（ワールドラリーカー）規定と互換性を持つスーパー2000規定のシャシーも開発していることを公に認めた。2013年のミュンヘン・オートショーでは、そのGREとハイブリッドシステムを搭載した4WDの「ヤリス ハイブリッド-R コンセプト」を発表している。
2014年3月に実際にTMG製のヤリスWRCテストカーが登場。ステファン・サラザン、セバスチャン・リンドホルム、エリック・カミリらのドライブで欧州各地でプライベートテストが行われた。時を前後して2012年にトヨタ自動車社長の豊田章男がラリーに興味を持って自ら参戦し始め、2014年1月にはWRCで4度王者になったトミ・マキネンからドライビングを直接指導してもらった。この時に二人は意気投合し、豊田のWRC参戦への気持ちが強くなっていった。
2015年1月、トヨタは新規定が導入される2017年から、1999年以来18年ぶりにWRCに復帰すると表明。ヤリスの公認申請時の型式は「NSP131」。
2015年の夏にフィンランドはプーポラ (Puuppola) にあるTMR（トミ・マキネン・レーシング）のファクトリーを車体開発・オペレーションの拠点とし、ドイツ・ケルンのTMGではエンジン開発を行うことが決定。当時15名ほどのスタッフしかいなかったため人材集めから始まり、9月に設計がスタートした。設計開発にはトム・フォウラー、サイモン・キャリアー、ミッコ・ルオホらWRCの経験豊富なエンジニアが参加した他、モータースポーツの経験は一切ないが最先端技術・ツールを使うことに長けたフィンランド人エンジニア・デザイナーも多数雇用した。12月にはチームの新体制が公に発表され、TOYOTA GAZOO Racing WRT (World Rally Team) の総代表に豊田章男が就任、チーム代表にはトミ・マキネンが就任した。
2016年4月にマキネンの運転でシェイクダウンが行われた。その後、ミッコ・ヒルボネンらの運転で2017年シーズン開幕までに12,000マイル（19,312 km）のテスト走行が続けられた。しかし同年9月に入ってもターマックテストが行われていなかったことや、11月に入ってもレギュラードライバーが決定していないことに不安の声も上がった。デビュー1ヶ月前の12月13日にようやくレギュラードライバーと、大型空力パーツを装着した正式なヤリスWRCがお披露目されることとなった。

## 参戦体制

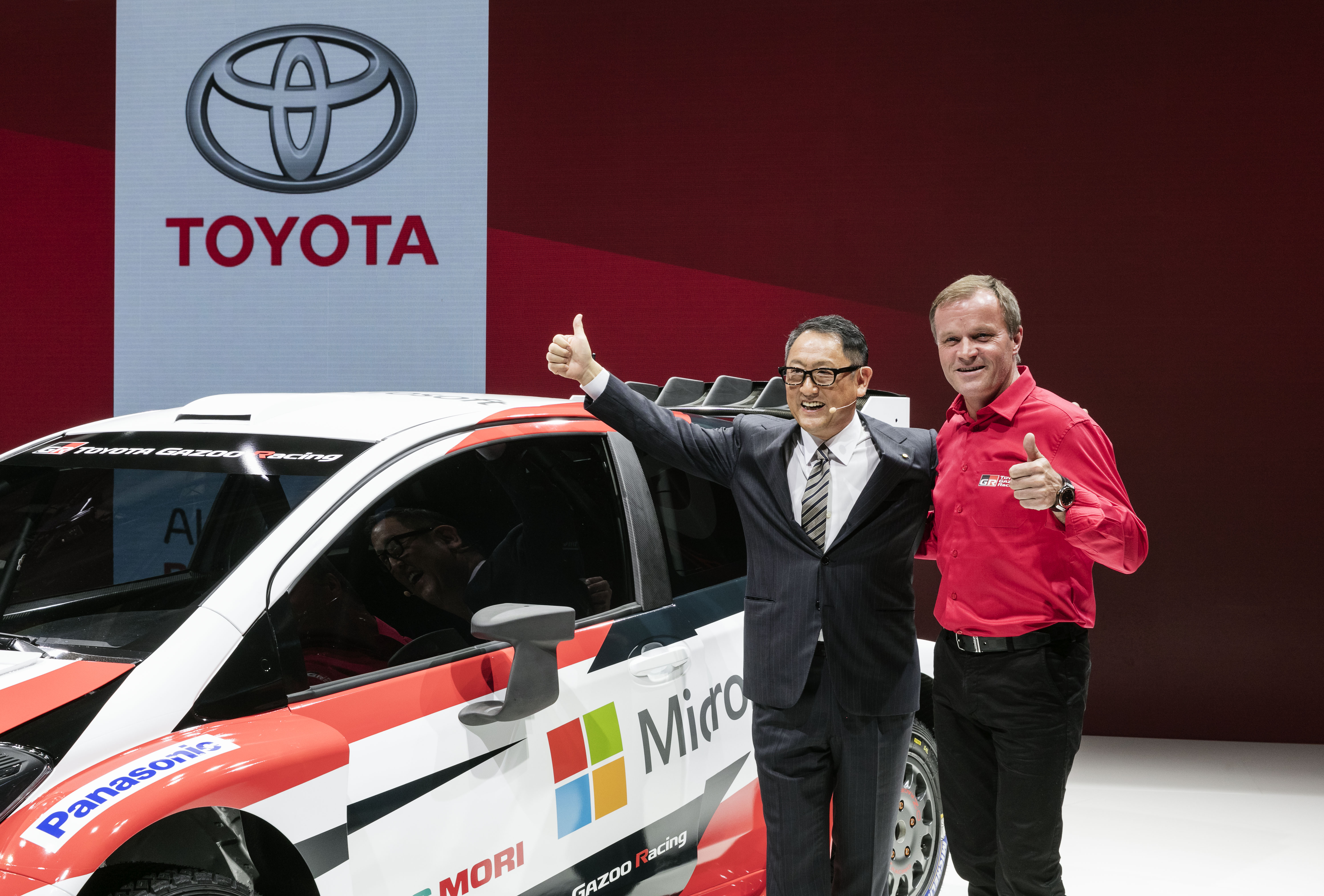
2016年パリモーターショーの豊田とマキネンとヤリスWRC

それまでSUBARUのグループN/R4車両の開発・販売・ラリー参戦を行っていた、TMR（トミ・マキネン・レーシング）がチームオペレーション及びWRカー開発の大部分を担う。本拠地はフィンランド・中央スオミ県・ユヴァスキュラ郡の北にあるプーポラという村で、この地はマキネンの故郷であり、周りを田畑や野山に囲まれた田舎である。ファクトリーはマキネンの家にあった納屋の様な農業施設を改造して建てられた。一方でユヴァスキラは先端技術を持った産業の多く集まる地域で、例えばヤリスの油圧システムの大半は普段地元でトラクターを製造している企業が担うなど、部品サプライヤーには困らなかった。
当初マキネンにWRCを任せるのにトヨタ内部から強い反発があり、豊田章男の固い決意とマキネンとの信頼関係なしには誕生しなかった体制であった。外部からも「マキネンで大丈夫か」「彼に丸投げではないか」という声もあったため、2016年2月のGAZOO Racingのプレスカンファレンスではそれを否定するためにコメントを発表する一幕もあった。人材は10か国以上からモータースポーツ経験の有無や業界を問わず、幅広く技術と情熱ある人材が集められた。全スタッフのうち日本人スタッフは1割ほどで、日本からの幹部や「凄腕技能養成部」メカニックの他、以前からフィンランドに在住していた者もいる。マキネンは、一つは「入ってきて1年目のエンジニアやメカニックであってもしっかりと責任をもたせる（Responsibility）」、二つは「全てのスタッフが同じ目と耳を持っているかの様に情報を共有する（Transparency）」、三つは「プロとして互いに信頼し合う（Trust）」の3つを守ってチーム作りを進めていった。
エンジンはドイツ・ケルンのTMGが開発する。エンジン開発責任者は日本人の青木徳生。空力開発もTMGの風洞設備で行われる。またWRカーはベースとなる市販車の性能も4割弱ほど影響するため、日本の本社もフィードバックを受けながらWRCと市場のニーズに合った次期ベース車両を開発する。なお基本的な予算や報告についてはTMRと本社が同意の上で進めていくが、全体的にはマキネンのやり方を理解して任せているという。
また2016年に合弁会社トヨタ・コネクティドを共同設立したマイクロソフトをテクノロジー・パートナーとし、「走行データの集積と解析によるマシン開発」、「情報共有や経理などの迅速な事務処理」、「EchoCam」のようなクラウドを用いたファンへの情報サービスなどの点で協力する。
2017年8月にはオィット・タナック/マルティン・ヤルヴェオヤ組の母国でもあるエストニアに輸送の拠点を築くことが明らかとなっている。
2019年ラリー・スウェーデンではマーカス・グロンホルム/ティモ・ラウティアイネン組に対し、初めてプライベーターチームへの供給を行った。
2021年にはマキネンはトヨタのモータースポーツ全体に関わるモータースポーツアドバイザーとして勇退し、代わりにヤリ＝マティ・ラトバラがチーム代表に就任している。またこれに合わせて、マシン開発もTGR-E（旧TMG）へと移管され、ユヴァスキュラ市内のユスカに新たな開発拠点が作られた。

## メカニズム

### ボディワーク

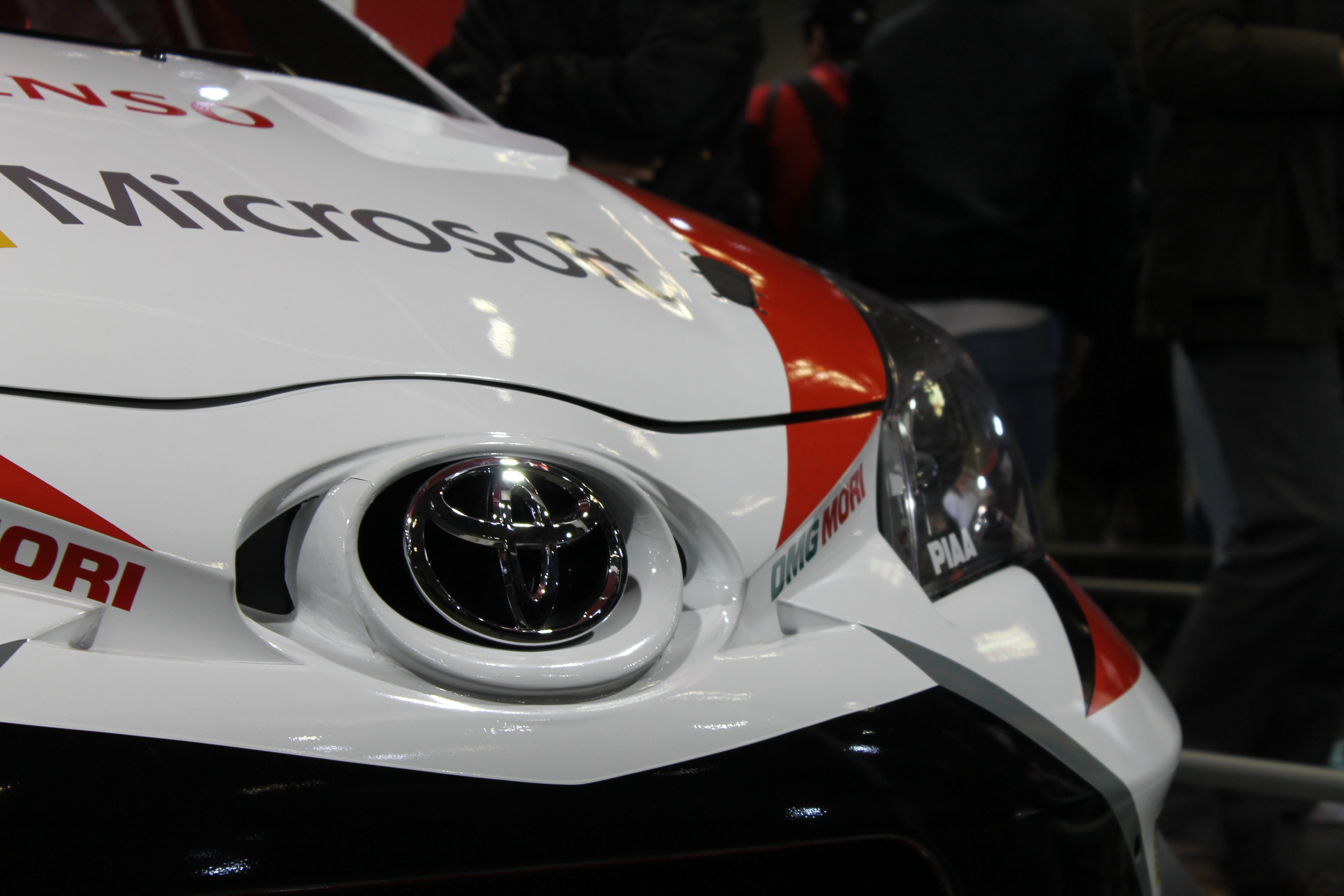
フロントグリル　吸気口付近。

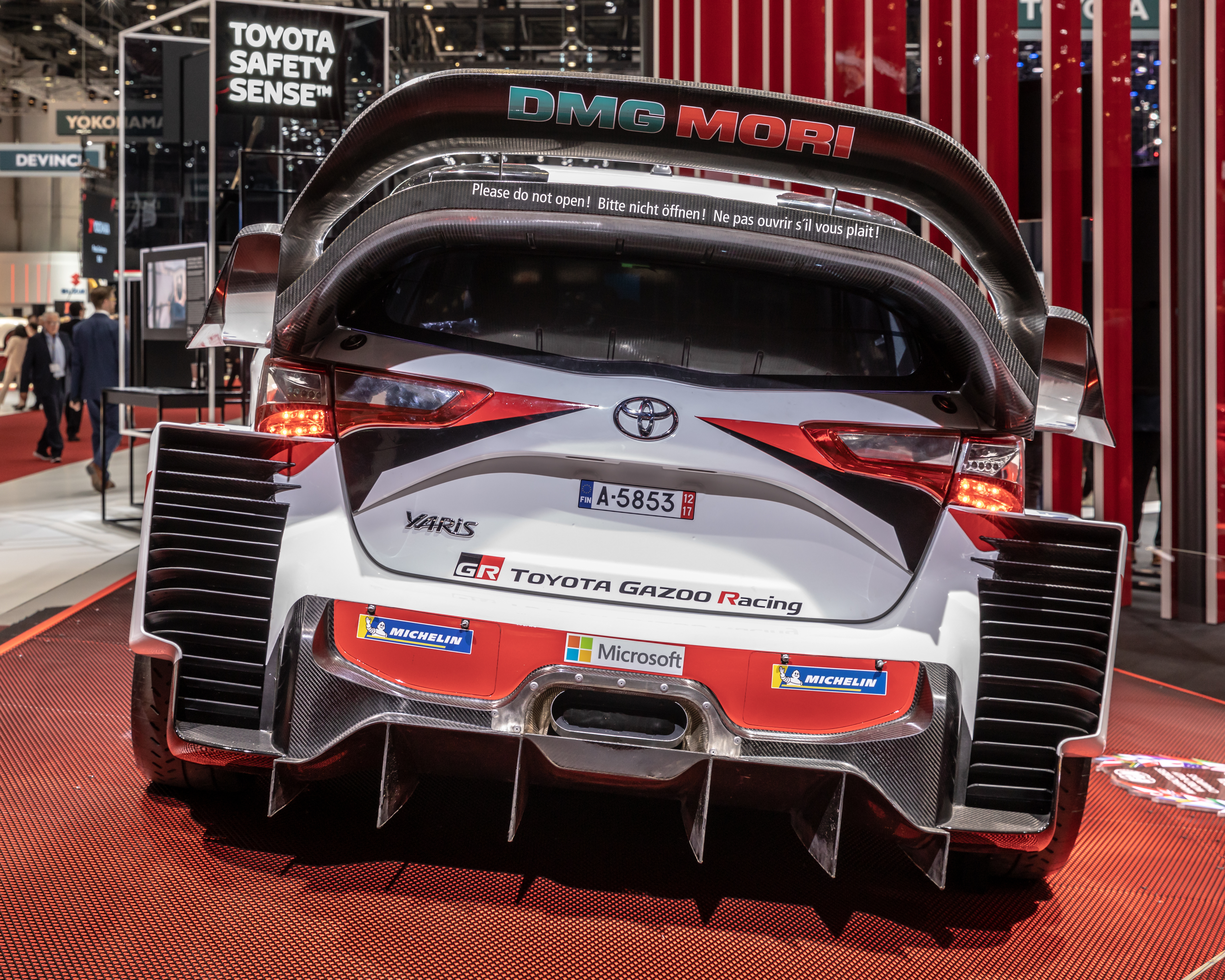
リアビュー

ボディ形状は3ドアハッチバック。2017年にマイナーチェンジされる市販車のエクステリアとイメージを合わせている。楕円形のトヨタのエンブレム（トヨタマーク）の周りがエンジン吸気口としてデザインされている。
エアロダイナミクスは新WRカー規定の自由度を利用し、積極的にダウンフォースを発生する方向の造形となっている（グラベルで1.6 G、ターマックでは2.2 Gのダウンフォースが掛かる）。フロントバンパー下端にはチンスポイラーを装着。フェンダー両端のカナードやL字型のサイドミラーステーは、後方へ向かう気流の整流効果を持つ。
サイドインパクトへの耐久性を増す新規定により、サイドボディはちょっとしたものが置けるほど分厚くなっており、リアフェンダーをテーブル代わりにマクドナルドのハンバーガーセットを乗せて食べる光景がしばし見られるほどである。
リアフェンダー後端の開口部には14枚の多層式フィンがあり、大型のリアウィング、ディフューザーと合わせてアグレッシブなリアビューを呈する。リアウィングはメインプレートの上にアーチ形ウィングが跨る2段式で、左右には小型のサブウィングを装備する。この巨大なリアウィングはヤリスWRCの象徴とも言えるパーツで、日本のアフターパーツメーカーがこれをモチーフにしたリアウィングを発売している。
2017年モデルの課題として、ラリー・メキシコなどの高温環境ではオーバーヒート症状が起き、また、空力バランスがリア寄りのためアンダーステア傾向があった。2018年モデルではこれらの対策として、フロントのエアロパッケージが修正された。フロントバンパーのラジエーターダクトを台形から長方形に変更。両サイドのカナードが2層になり、フロントフェンダーの開口部もリア同様に複雑なデザインに変わった。

### エンジン
エンジンはTMG製のグローバル・レース・エンジン (GRE) 。1,600 cc直列4気筒直噴ターボエンジンで、ボア×ストロークは83.8 mm×72.5 mm。FIA規定の36 mmエア・リストリクターを装着し、公称値で最高出力380馬力以上、最大トルク 425Nm以上を発生する。設計はヤマハ・いすゞ・トヨタのF1エンジンに関わってきた矢嶋洋、開発責任者はスバル/コローニ・ヤマハ・トヨタのF1エンジン開発に関わってきた青木徳生。参戦前の開発では、ドライバー出身者であるマキネンのリクエストに応じてエンジンを設計から3回作り直したという。本来は一年かかる開発作業を数か月で終わらせるため、TMGは24時間ローテーションで開発する体制で突貫工事を進め、テストに間にあわせるよう心血を注いだ。

### その他の部品
トランスミッションはXtrac製の6速シーケンシャルセミAT。ステアリング裏右手側のパドルでシフトアップ・シフトダウンを操作する。
駆動系はフルタイム4WD。デファレンシャルギアは前後が機械式で、センターが電子制御式。
サスペンションのダンパーはフランスのBOS製で、リザーバータンクが下側に付くタイプ。
フレーム以外ではドアノブ、ドアヒンジなどは市販車のヤリスのものが採用されている。またワイパーレバーはランドクルーザーの部品である。
2019年現在はトヨタWRTのロジスティック拠点のエストニアで車両登録されており、かつ日本とエストニアに相互協定が無いため、ラリージャパンのリハーサルイベントであるセントラル・ラリーには仮ナンバーを付けて参戦した。

## 活動

### 2017年

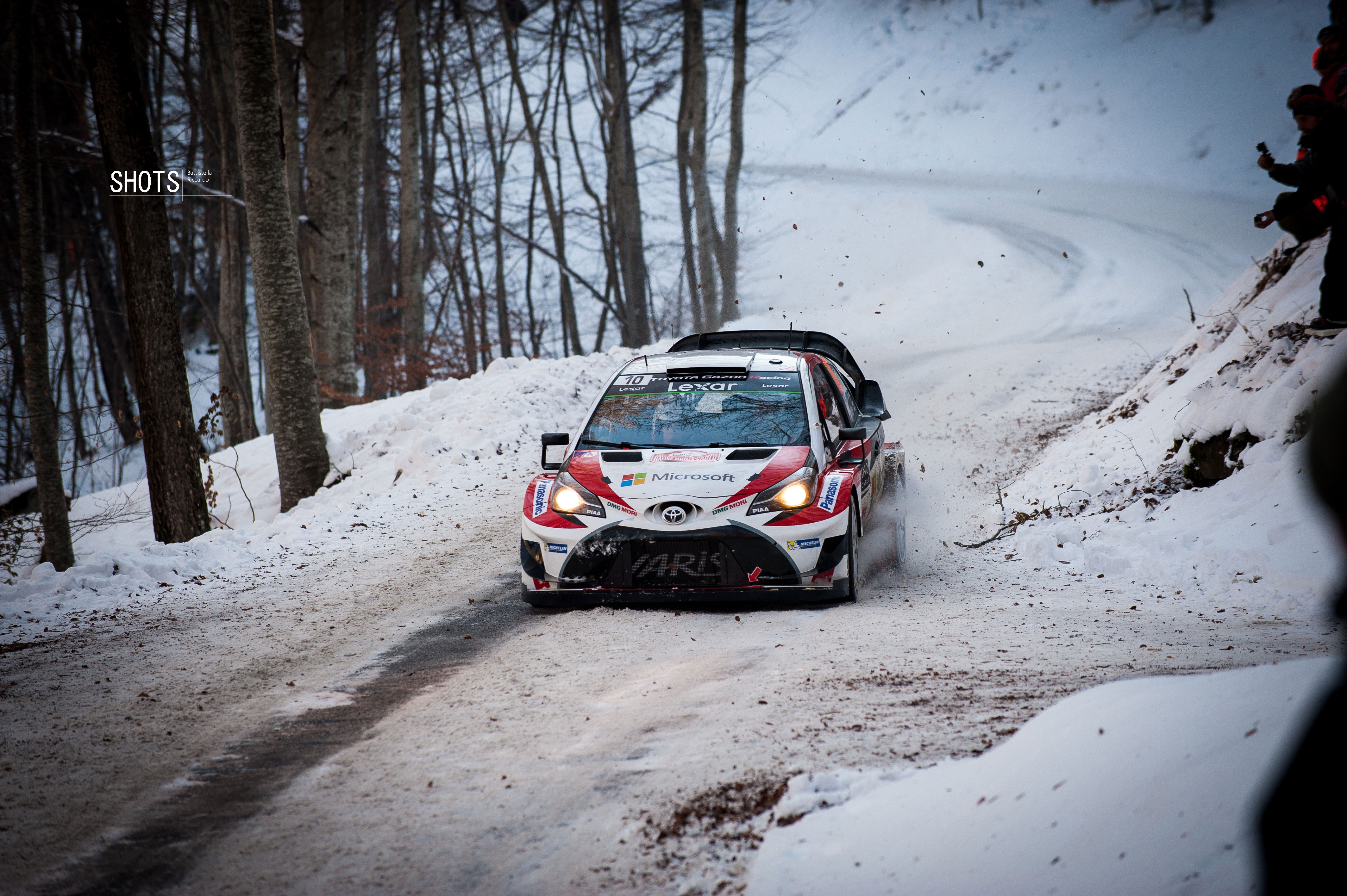
ラトバラ車（2017年モンテカルロ）

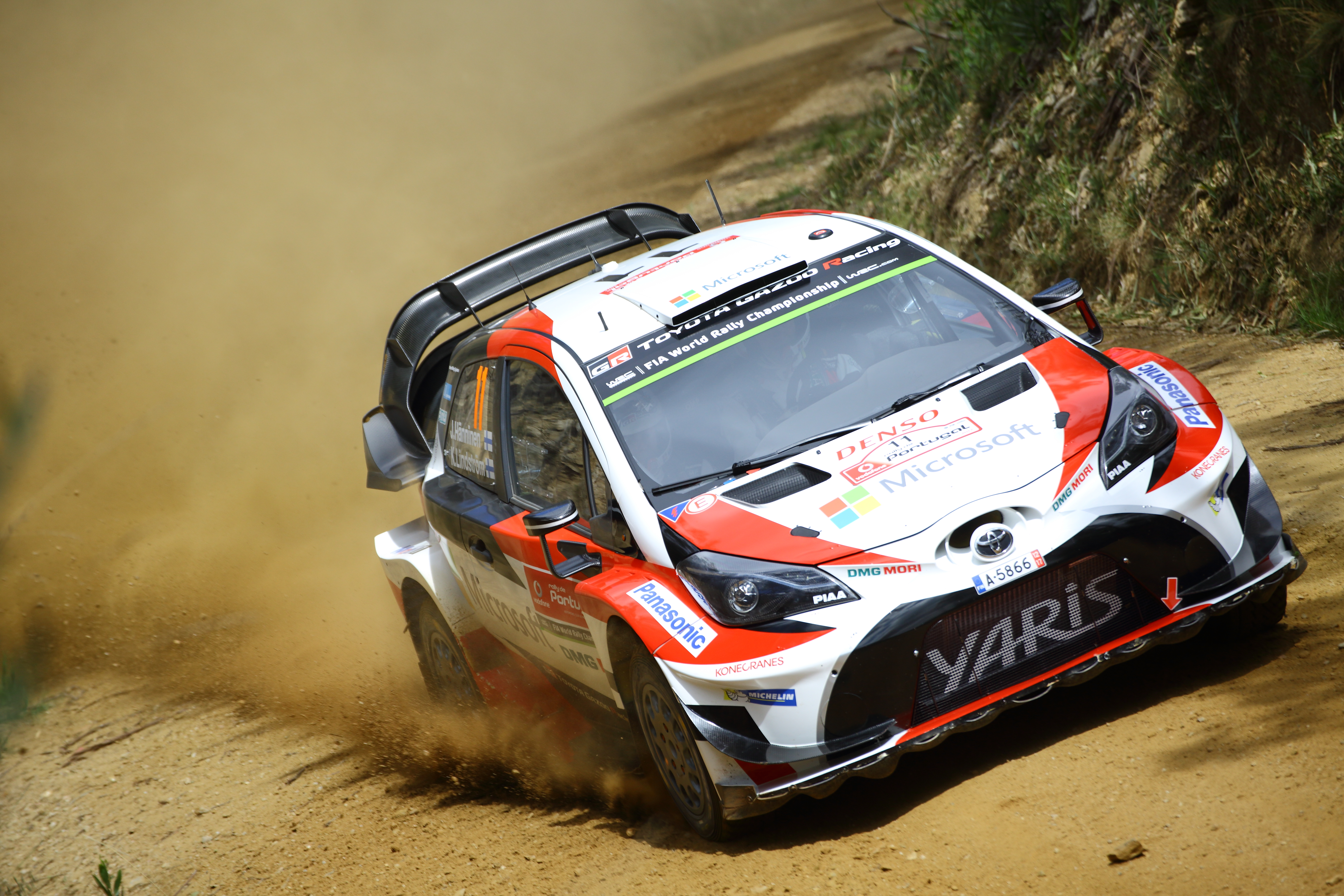
ハンニネン車（2017年ポルトガル）

ドライバーはヤリスWRCの開発プログラムを担当してきたユホ・ハンニネン&カイ・リンドストローム組が最初に決定。もう一台には2016年末にフォルクスワーゲンがWRC撤退を表明したため、移籍先を探していた前年のチャンピオン、セバスチャン・オジェやペター・ソルベルグ、セバスチャン・ローブと言ったチャンピオン経験者の加入が噂されていたが、結局WRC通算16勝を挙げているヤリ＝マティ・ラトバラ&ミーカ・アンティラ組の加入が決定した。セカンドシート候補だった2016年WRC2王者エサペッカ・ラッピ&ヤンネ・フェルム組は当初テストドライバーを担当し、第6戦ラリー・ポルトガル以降3台目のヤリスWRCをドライブする。フィンランド人が3名揃ったことで、円滑な情報共有がチームの強みになったという。
テスト車両をドライブしたミッコ・ヒルボネンは開幕戦1週間前のコメントで「トヨタは準備万端とは言えない」「表彰台を争うのはシーズン後半戦になるだろう」と述べ、トヨタも復帰初年度は「学びを得るためのシーズン」と位置付けたが、開幕戦ラリー・モンテカルロではラトバラが2位でフィニッシュし、デビュー戦で初表彰台を獲得した。
そして第2戦ラリー・スウェーデンではラトバラがトヨタに1999年のチャイナ・ラリー以来となるWRC優勝（通算44勝目）をもたらし、周囲やトヨタ自身の見通しを良い意味で裏切る結果となった。チームにとって地元イベントとなる第9戦ラリー・フィンランドでは3台揃って上位を快走。ラトバラはトラブルに見舞われるが、新鋭ラッピがWRC参戦4戦目で初優勝を飾り、ハンニネンも3位初表彰台を獲得した。一方でシーズン通して信頼性不足に悩まされ、フィンランドではラッピと優勝争いを繰り広げていたラトバラがトラブルによりストップしてしまう一幕もあった。
第11戦ラリー・カタルーニャ終了後の10月18日、トヨタは来季Mスポーツでドライバーズランキング2位のオィット・タナック&マルティン・ヤルヴェオヤ組を採用することを発表。同時にラトバラとラッピの来季参戦も確定した。ハンニネンは正ドライバーの座を失った上に17年最終戦も欠場することが決まったが、トヨタの一員として留まった。またコ・ドライバーのカイ・リンドストロームは最終戦からスポーティングディレクターとして活動することになった。

### 2018年

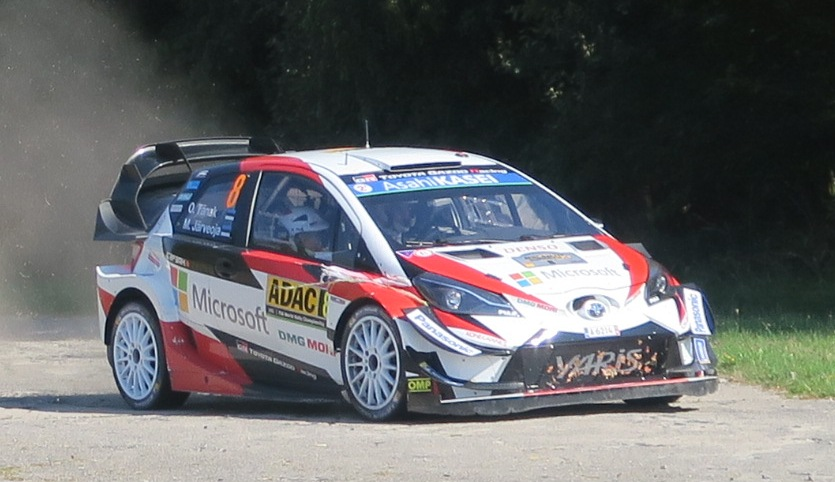
タナック車（2018年ドイツ）

開幕戦モンテカルロではタナックとラトバラが2-3位でフィニッシュし、上々の滑り出しとなった。しかしその結果が災いし、昨年優勝の第2戦スウェーデンでは記録的豪雪もあって雪掻き係にならざるを得ず、大敗した。またラリー・メキシコでは高地での熱害を完全に克服するには至らず、全車にトラブルが発生して勝負権を失った。
第4戦ツール・ド・コルスでは苦手と思われていたターマックでタナックとラッピがトップタイムを連発し、タナックが2位表彰台を獲得。第5戦ラリー・アルゼンチンでタナックが移籍後、そしてヤリスの同年初優勝を飾った。
7月にはテストも兼ねて、ヤリスにとって初めてWRC以外の選手権であるエストニア国内選手権にも参戦。母国のタナックがドライブし、他のWRカー勢を破って優勝を果たしている。
同月に行われたラリー・フィンランドでは、低速トルクとレスポンスの改善を図ったスペック5エンジンを投入。タナックが移籍後2勝目を挙げ、ラトバラが3位に入った。
続くラリー・ドイチェランドではタナックがヤリスのターマック初優勝を挙げると、ラリー・オブ・ターキーでは旧スペックエンジンにもかかわらず堅実な戦略で荒れたラリーを勝ち残り、タナックが自身にとってもヤリスにとっても初の3連勝を挙げ、マニュファクチャラーズランキングで首位に浮上した。
ラリーGBでもタナックは首位を走行したが、ジャンプ時にマシン下面を強く打ってラジエーターを破損しデイリタイア。代わりにラトバラがセバスチャン・オジェと接戦を繰り広げるも2位に終わり、4連勝はならなかった。タナックは次戦ラリー・カタルーニャでも首位を走るもパンク、最終戦でも最終日にリタイアするなどしてドライバーズタイトルには手が届かなかった。一方でラトバラとラッピが高い位置でポイントを稼いだ結果ドライバーズではランキング3-4-5位につけ、最終戦ではラトバラのシーズン初優勝&トヨタ通算50勝目とともに、トヨタとしては19年ぶりのマニュファクチャラーズタイトルを獲得した。

### 2019年
離脱するラッピに代わり、前年途中以降シトロエンで干されていたクリス・ミークが加入。ヒュンダイのシートを失ったヘイデン・パッドンのコ・ドライバー、セバスチャン・マーシャルが彼とコンビを組んだ。
開幕戦モンテカルロではパンクやタイヤリムの破損などで優勝争いには絡めなかったが、6連続を含む最多SS勝利でタナックがセバスチャン・ローブを逆転して3位表彰台を確保した。
続くスウェーデンではラトバラがクラッシュするものの、タナックがトップに立ち、パワーステージも勝利して同年の初優勝を挙げた。またこのラリーではマーカス・グロンホルムのGRXへ初めてヤリスWRCのカスタマー供給がなされた。
タナックが好走を見せる一方でミークとラトバラのトラブルやミスにより、マニュファクチャラーズ選手権ではヒュンダイに遅れを取った。またタナックも6月のラリー・イタリア・サルディーニャで、総合トップで迎えた最終ステージでマシントラブルに遭い5位に転落している。一方でラリー・ドイチェランドでは、トヨタとしては1994年サファリラリー以来の表彰台独占を果たしている。またこのドイツで、トヨタが育成中の勝田貴元がWRカーデビュー。10位完走で初ポイントを獲得している。
タナックとヤルヴェオヤは6勝を挙げ、最終戦目前のラリー・カタルーニャでドライバーズ及びコドライバーズチャンピオンを獲得した。非フランス人のチャンピオンは16年ぶりとなる。しかしマニュファクチャラーズ選手権は大差でヒュンダイに奪われ、三冠獲得は果たせなかった。
またタナックとヤルヴェオヤはチャンピオン獲得直後にトヨタ離脱を発表した。
WRC以外では勝田がフィンランド選手権に参戦して2度優勝を飾っている。また2020年に復活するラリージャパンのリハーサルイベントであるセントラル・ラリーにも参戦し、日本のラリーファンやラリーを知らない人々にも衝撃を与えた。なお勝田のドライブしたヤリスは2019年型モデルではあるものの、前部のカナードが装着されていない。

### 2020年

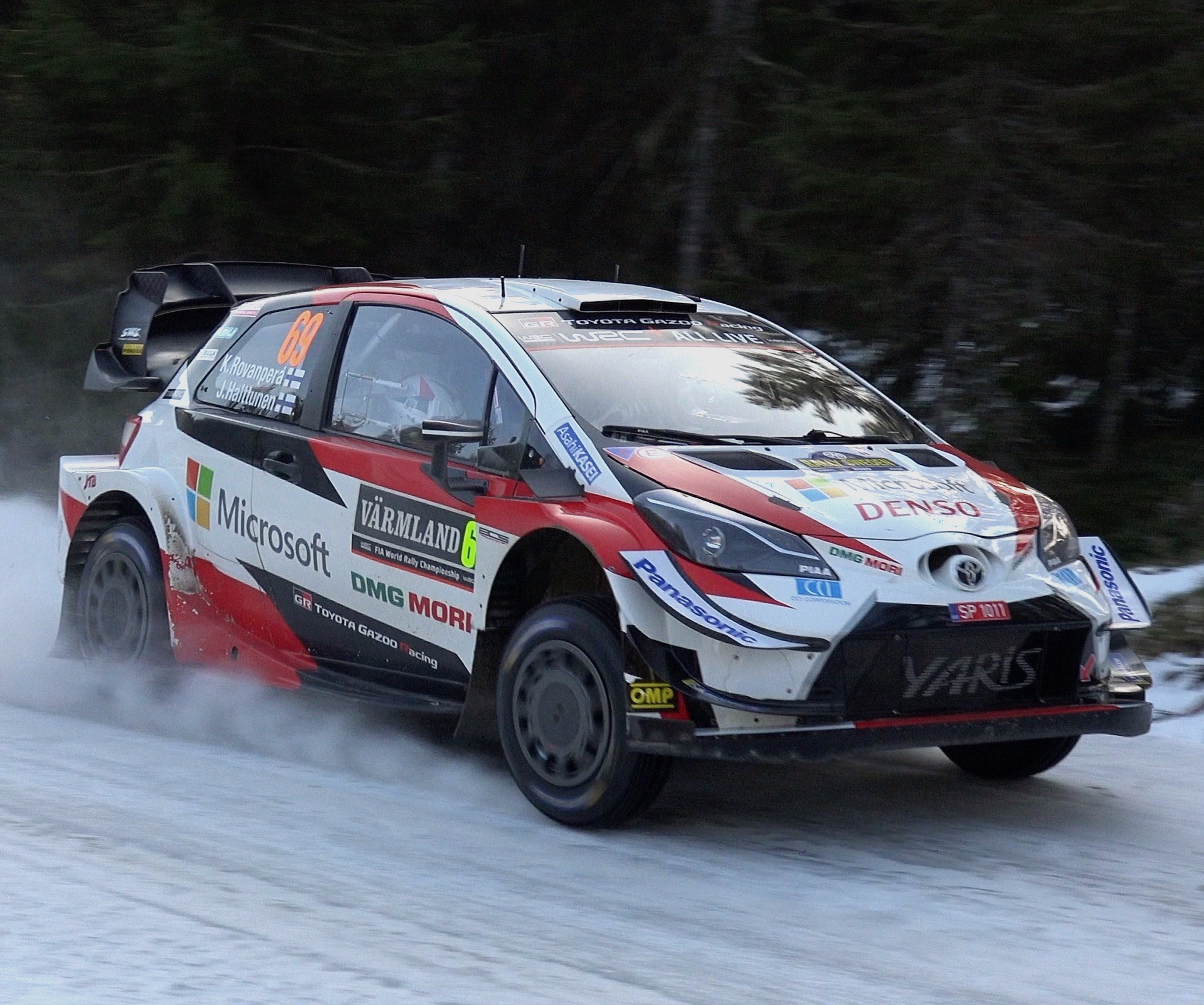
ロバンペラ車（2020年スウェーデン）

ドライバーラインナップを完全に一新し、シトロエンからセバスチャン・オジェ/ジュリアン・イングラシア、Mスポーツ・フォードよりエルフィン・エヴァンス/スコット・マーティン、シュコダ・モータースポーツよりカッレ・ロバンペラ/ヨンネ・ハルッツネンを迎えた。マニュファクチャラー登録以外では勝田が復活したラリージャパンを含む8戦に参戦するほか、残留を強く希望したラトバラがスウェーデンにプライベーターとしてヤリスで参戦した。
初戦となるモンテカルロではオジェが2位で、彼が持っていた同ラリーの連勝記録が途絶えてしまう。しかし雪不足で距離が短縮となった第二戦スウェーデンでは、エバンスが2戦目でトヨタ初優勝を果たした上にロバンペラが19歳・2戦目にして表彰台に上るという快挙を果たした。また次戦メキシコではオジェが移籍後初の優勝を果たした。
第5戦トルコではエバンスが移籍後2度目の勝利を記録し、初のチャンピオンの可能性を残した。しかし最終戦イタリアでエバンスはクラッシュを喫し、オジェがチームメイト対決を制して7回目のドライバーズチャンピオンを獲得した。
なおマニュファクチャラーズは2年連続でヒュンダイが獲得している。

### 2021年

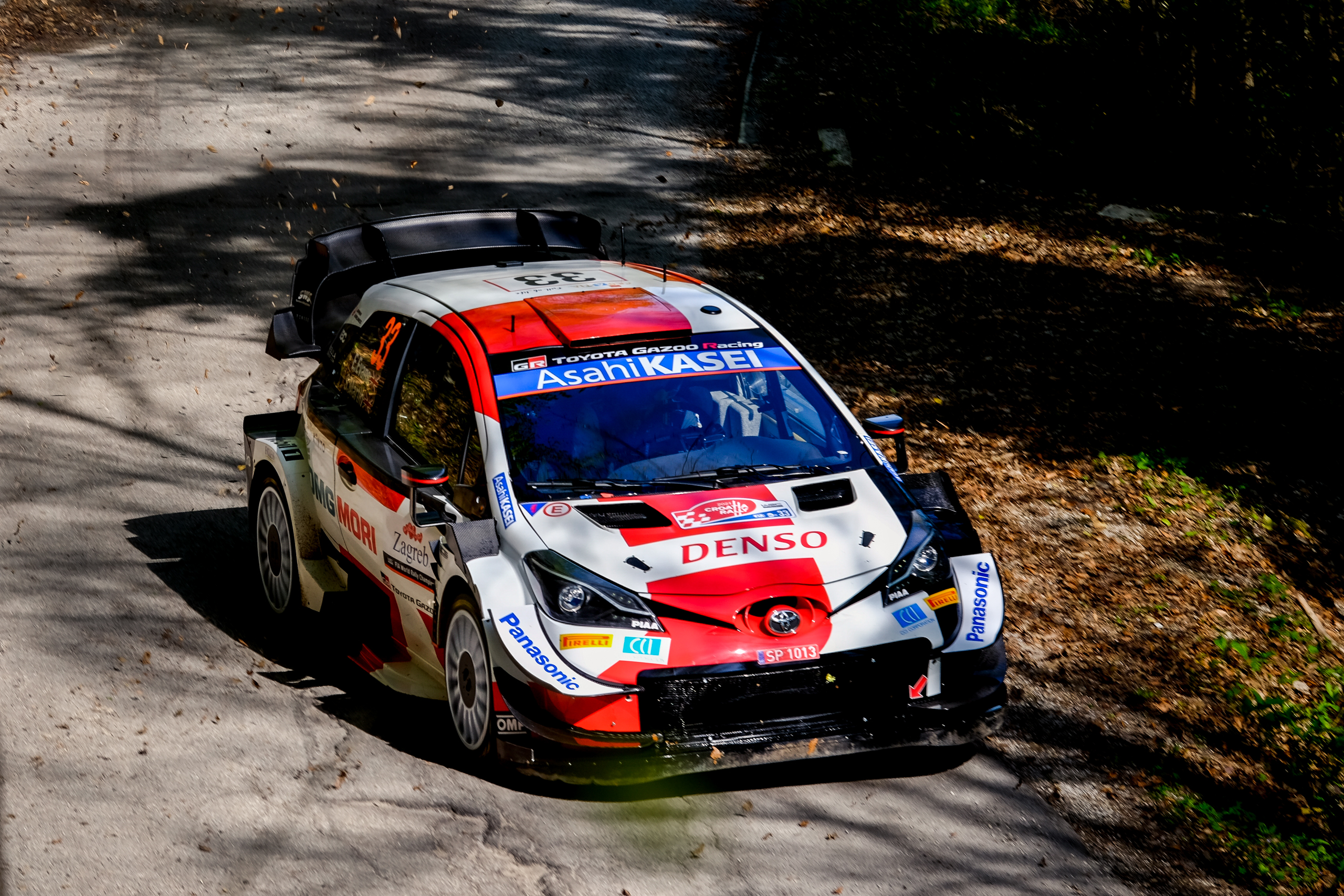
エバンス車（2021年クロアチア）

ラトバラがチーム代表に就任し、マシン開発はTGR-E（旧TMG）へと移管されることとなった。ドライバー体制は前年と同じだが、勝田は日本人として初の最高峰クラスフル参戦となる。本来なら前年限りでオジェは引退のはずだったが、前年がコロナ禍による短縮日程で不完全燃焼だったため、改めて最終年度としてシーズンを戦う。
マシンはホモロゲーションモデルとして市販されたGRヤリスをベースとしたものに切り替わる予定で、2020年2月より走行テストを開始した。しかし、コロナ禍によりテストが禁止されたため開発を断念した。この幻のGRヤリスベースのヤリスWRCはのちにメディアに公開された。実戦車は従来モデルのアップデート版であるが、赤・黒のカラーリングがアルファベットの「GR」をイメージしたデザインに変更されている。
タナク・ヌービルの2枚看板で初日をリードすることの多いヒュンダイ勢であったが、クラッシュ・リタイアも多く噛み合わない状態で、安定感と強さを見せたトヨタがドライバーズ（オジェ）・コドライバーズ（イングラシア）・マニュファクチャラーズの3部門を制した。トヨタの3部門制覇は1994年シーズン以来実に27年ぶり。
フル参戦2年目のロバンペラは第7戦エストニアで初優勝し（20歳290日）、ラトバラの持つ最年少優勝記録（22歳313日）を大幅に更新した。勝田は第6戦サファリを2位で完走し、自身初、WRCタイトルの懸けられたサファリで日本人としては篠塚建次郎 (1994年、2位) 以来27年ぶりとなる表彰台を獲得した。
2022年からはWRCの車両規定として新たに「ラリー1」規定が導入されるため、ヤリスWRCはGRヤリス ラリー1に後を譲る形で退役となった。ヤリスWRCは、後発のマニュファクチャラーながら他チームも追随するほどの先鋭的かつ奇抜な空力デザインを用いて通算26勝、勝率は実に44％にも上る強さで同時代を象徴するマシンとなった。